# Quit!!
Quit!! — третий студийный альбом американского кантри-музыканта Hardy (Майкл Уилсон Харди), который вышел 12 июля 2024 года на лейбле Big Loud Rock. В записи приняли участие такие гости, как Чад Смит из Red Hot Chili Peppers, Нокс, Фред Дёрст (Limp Bizkit), Хэнк Уильямс III и Дэвид Аллан Коу.

## История
Харди записал «Quit!!!» с давним соавтором и продюсером Джоуи Мои, в котором автор-исполнитель продолжает исследовать своё рок-влияющее звучание. Одновременно с анонсом 17 мая 2024 года артист представил кинематографический набор визуальных эффектов, в которых он изображён помещённым в психиатрическую лечебницу. Одноимённый «агрессивный» лид-сингл был выпущен 12 января. История названия песни началась «почти десять лет назад», когда Харди нашёл салфетку со словом «бросил» в банке для чаевых после выступления певца-песенника в Нашвилле, штат Теннесси. Певец использует «уныние как топливо», документируя свой путь от борющегося новичка в Нашвилле до коммерчески успешного артиста.

## Отзывы
| Оценки критиков | Оценки критиков |
| Источник        | Оценка          |
| --------------- | --------------- |
| AllMusic        | [ 8 ]           |

Альбом получил смешанные отзывы. Стивен Томас Эрлевайн из AllMusic оценил альбом на две звезды из пяти и отметил, что «Играя современный металл для современной кантри-аудитории, Харди попадает в яблочко со своей целевой аудиторией, но для любого, кто не входит в эту группу, минорные мелодии и сладж-гитары Quit!!… будут монументальной затяжкой».

## Список композиций
Все треки спродюсированы Джои Мои и сопродюсером Харди, если не указано иное.
| №                   | Название                                                         | Автор(ы)                                                                  | Продюсеры                            | Длительность |
| ------------------- | ---------------------------------------------------------------- | ------------------------------------------------------------------------- | ------------------------------------ | ------------ |
| 1.                  | «Quit!!»                                                         | Michael Hardy [англ.] Jacob Durrett                                       | Moi Hardy [c] Durrett [c]            | 2:47         |
| 2.                  | «Rockstar»                                                       | Hardy Durrett Blake Pendergrass                                           | Moi Hardy [c] Durrett [c]            | 3:14         |
| 3.                  | «Good Girl Phase» (при участии Чада Смита)                       | Hardy David Garcia Hunter Phelps                                          |                                      | 3:24         |
| 4.                  | «I Don't Miss»                                                   | Hardy Garcia Phelps                                                       |                                      | 2:33         |
| 5.                  | «Psycho»                                                         | Hardy Zach Abend Tyler Hubbard Jaclyn Cole Miskanic                       | Moi Hardy [c] Abend [c]              | 3:18         |
| 6.                  | «Happy Hour» (при участии Knox)                                  | Hardy Smith Ahnquist Nick Donley Jacob Mitchell Cameron Montgomery Phelps |                                      | 2:41         |
| 7.                  | «Jim Bob»                                                        | Hardy Garcia Phelps Cody Quistad                                          | Moi Hardy [c] Garcia [c] Quistad [c] | 3:41         |
| 8.                  | «WHYBMWL»                                                        | Hardy Ashley Gorley Ben Johnson Phelps                                    |                                      | 3:13         |
| 9.                  | «Time to Be Dead»                                                | Hardy Garcia Hillary Lindsey                                              |                                      | 3:44         |
| 10.                 | «Soul4Sale» (при участии Фреда Дёрста)                           | Hardy Abend Fred Durst Ryan Hurd Ernest Keith Smith                       |                                      | 3:49         |
| 11.                 | «Live Forever» (при участии Hank Williams III и David Allan Coe) | Hardy Abend Ahnquist                                                      |                                      | 3:54         |
| 12.                 | «Orphan»                                                         | Hardy John Byron Garcia Pendergrass                                       |                                      | 3:40         |
| 13.                 | «Six Feet Under (Caleigh's Song)»                                | Hardy                                                                     |                                      | 3:11         |
| Общая длительность: | Общая длительность:                                              | Общая длительность:                                                       | Общая длительность:                  | 43:09        |

Замечание
- ↑  сопродюсер

## Чарты
| Чарт (2024)                                   | Высшая позиция |
| --------------------------------------------- | -------------- |
| Австралия Country Albums (ARIA)               | 21             |
| Канада (Canadian Albums Chart)                | 69             |
| Великобритания (UK Digital Albums Chart)      | 86             |
| США (Billboard 200)                           | 23             |
| США Top Rock & Alternative Albums (Billboard) | 7              |

| Чарт (2024)                      | Позиция |
| -------------------------------- | ------- |
| Австралия (Country Albums, ARIA) | 91      |